# Кутувидис, Нико
Ни́ко Сте́лиос Кутуви́дис (англ. Niko Stelios Koutouvides; род. 25 марта 1981, Нью-Бритен) — американский профессиональный футболист. Играл за команды НФЛ «Сиэтл Сихокс», «Денвер Бронкос», «Тампа-Бэй Бакканирс» и «Нью-Ингленд Пэтриотс» на позиции лайнбекера. Член Зала спортивной славы AHEPA (2016).

## Биография
Родился в семье Стелиоса и Ники Кутувидис. Его предки по отцовской линии были в числе тех греков, кто принудительно покинул Малую Азию во время Греко-турецкой войны в начале XX века, и поселились в Танзании (Африка). Впоследствии отец Нико иммигрировал в США. Предки со стороны матери происходят с острова Кефалония (Греция). В детские годы вместе с двумя братьями работал в семейном ресторане «The Stonewell» в Фармингтоне (Коннектикут).
На протяжении шести лет посещал греческую школу в Нью-Бритене. Интерес к футболу у Нико появился после того, как его старший брат Арис начал играть в колледже.
В школьные годы играл в футбол, как и его другой старший брат Даки.
В 2000—2003 годах играл за команду Университета Пердью, который окончил в 2003 году со степенью бакалавра наук.
С 2013 года, после завершения спортивной карьеры, занимается бизнесом в сфере недвижимости.
Владеет греческим языком.